# 大阪工業会
大阪工業会（おおさかこうぎょうかい）は、大阪の工業界の進歩発展を目的として、かつて存在していた社団法人。

## 歴史
- 1914年 7月 4日 大阪工業会創立
- 1926年 9月15日 社団法人の認可を受ける
- 1946年11月18日 関西経営者協会を設立
- 1950年 3月25日 大阪青年会議所を設立（1956年に独立）
- 1956年 4月17日 生産性関西地方本部を設立
- 1959年 9月 1日 財団法人大阪高等技術研修所を設立
- 1970年 6月 3日 財団法人関西情報センターを設立
- 2003年 3月31日 解散
- 4月 1日 大阪商工会議所と統合

## 歴代会長
- 初代会長（1916年 - 1918年） 藤田平太郎（藤田組社長）
- 2代目会長（1918年 - 1922年） 片岡直輝（大阪ガス社長）
- 3代目会長（1922年 - 1946年） 片岡安（建築家・工学博士）
- 4代目会長（1946年 - 1957年） 吉野孝一
- 5代目会長（1957年 - 1966年） 井口竹次郎（大阪ガス社長）
- 6代目会長（1966年 - 1972年） 室賀國威（敷島紡績会長）
- 7代目会長（1972年 - 1981年） 西山磐（大阪ガス社長）
- 8代目会長（1981年 - 1988年） 廣慶太郎（久保田鉄工社長）
- 9代目会長（1988年 - 1993年） 鴻池藤一（鴻池組会長）
- 10代目会長（1993年 - 1999年） 三野重和（クボタ会長）
- 11代目会長（1999年 - 2003年） 領木新一郎（大阪ガス会長）